# 国防権限法
国防権限法（こくぼうけんげんほう、英: National Defense Authorization Act）は、アメリカ合衆国議会において毎年提出される国防予算に関する法律である。

## 内容
国防政策の大枠を定め、次の会計年度における国防予算を定める。

### 2018年度成立の国防権限法
2018年8月13日に成立。アメリカ合衆国と中華人民共和国の対立の中で、中華人民共和国への技術の流出を防止するため、輸出規制の強化、アメリカ合衆国に対する投資の審査の強化を規定した。

### 2023年度成立の国防権限法
2023年に制定された国防権限法では、ウクライナ、イスラエル、台湾に対する支援の強化を目的として提出され、アメリカ合衆国議会の下院においては賛成310対118反対によって可決、その後成立した。予算は8860億ドルとされた。